# Mine Bruneau
La mine Bruneau, en opération entre 1966 et 1967, est une mine de cuivre, située dans le canton McKenzie, près de Chibougamau, dans le Nord-du-Québec, au Canada. Il s'agît de la seule mine de cuivre au Canada située en plein cœur d'une montagne, à savoir le mont Bruneau.

## Historique
La Bruneau Mines entre en opération en avril 1966. Elle est pilotée par le prospecteur Bill Lafontaine et emploie 25 employés. Elle envoie alors son minerai se faire concentrer à la Merrill Island Mining. On dénote alors une concentration moyenne par tonne de 27% de cuivre, 0,4 once d'or et 7 onces d'argent.
En tout, la mine a extrait et fait usiner 65 820 tonnes de minerai durant sa période d’opération. Le gisement se situait à environ un mille (1,6 km) au nord-ouest de la baie Proulx, dans le canton de McKenzie. Malgré cette exploitation, la rentabilité de l’opération n’a pas été démontrée. Les sondages en profondeur réalisés après la fermeture de la mine n’ont pas permis de justifier une reprise des opérations, les résultats étant jugés insuffisants. Les réserves restantes ont été estimées à 36 500 tonnes avec une teneur moyenne de 1,47 % de cuivre et de 0,02 once d’or par tonne.

## Production
Entre 1966 et 1967 (soit une quinzaine de mois d'opération), la production de la mine Bruneau est évaluée à 1 869 326 lbs de cuivre, et 126 onces d'or.

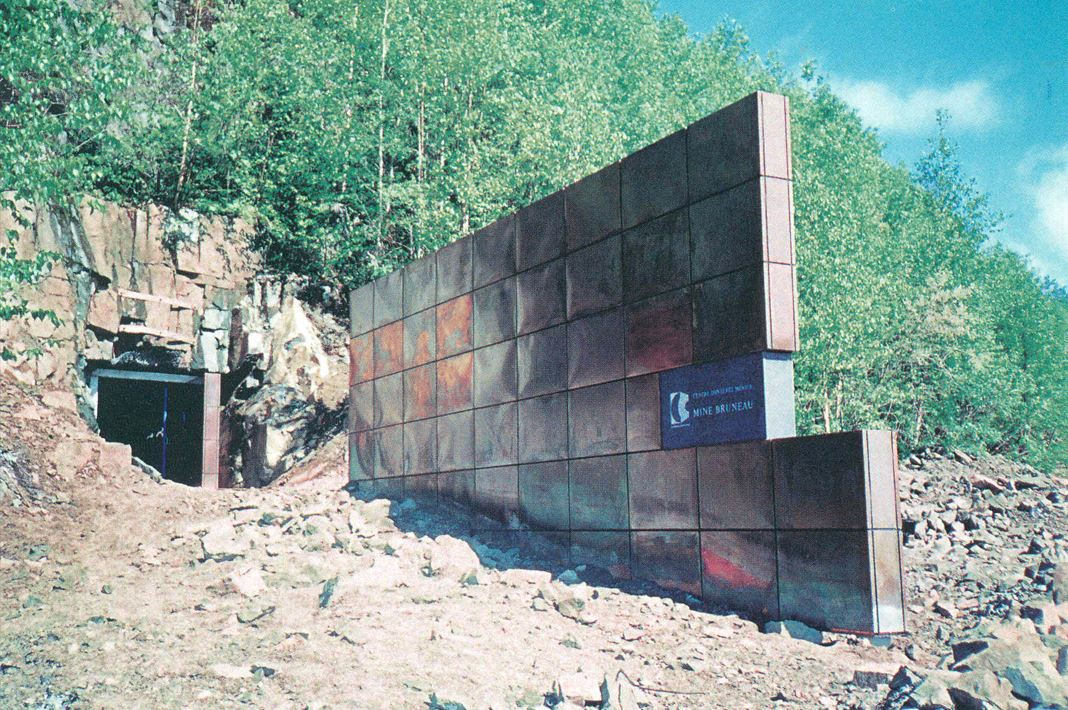
Entrée du Centre d'intérêt minier de Chibougamau.

## Tourisme
Le site de la mine Bruneau est un lieu de randonnée en nature.
Dans les années 1990, le Centre d'intérêt minier (CIM) ouvre ses portes au sein de l'ancienne mine Bruneau. L'objectif du musée est de faire découvrir le quotidien des mineurs. Le CIM est une initiative de la Ville de Chibougamau.
L'exposition permanente se trouve dans la galerie principale et retrace l’histoire de l’exploitation minière, de l’Antiquité à nos jours, au Québec et dans le monde. Le visiteur revêt ensuite l’équipement des mineurs et parcourt quelques-unes des galeries en compagnie d'un guide. Il découvre également un gouffre de 125 mètres de profondeur. Un spectacle de son et lumière est projeté sur une longue faille ; il mêle vulgarisation scientifique et mangas japonais.
En 1999, le CIM a reçu la médaille du Gouverneur général du Canada en architecture.
Ce musée ferme ses portes à la fin des années 2000.

## Faune
Après la fermeture du Centre d'intérêt minier, la mine est reconvertie en sanctuaire de chauves-souris. C'est un des plus importants sanctuaires au Québec.

## Toponymie
La mine Bruneau est nommée en référence au mont Bruneau, situé à environ 10 kilomètres de Chibougamau.

### Documents officiels
- Jules Cimon, Exposé sommaire sur les activités minières dans la région de Chibougamau, District de Chibougamau, Gouvernement du Québec, 1970 (lire en ligne)